# Ernst Grieg
Ernst Grieg (* 1919 in Gernsbach; † 2005 in Bad Waldsee) war ein deutscher Maler, Grafiker und Bildhauer.

## Kurzbiographie
Geboren wurde Ernst Grieg 1919 in Gernsbach bei Baden-Baden.
Von 1950 bis 1955 absolvierte Grieg sein Studium.
Von 1966 bis 1989 war er in Konstanz gemeldet. 1969 trat er in den Heimat- und Volkstrachtenverein Konstanz e.V. "Stamm 1927" ein. 1994 wurde ihm die Ehren-Urkunde für 25-jährige treue Mitarbeit im Heimat- und Trachtenverein verliehen.
Grieg verbrachte den letzten Abschnitt seines Lebens in Bad Waldsee und verstarb 2005.

## Ausbildung und künstlerische Tätigkeit
Nach Kriegsende begann Ernst Grieg 1950 ein Studium als Maler und Grafiker an der Kunsthochschule in Basel, welches er 1955 im Abschlussexamen mit Diplom abschloss.
Nach seinem Studium begann er als Mitarbeiter im Basler Atelier Eidenbenz; gleichzeitig fing er an sich selbst zu vermarkten. Bald schon eröffnete er sein eigenes Atelier in Basel für Graphik, Werbung, Foto, Ausstellungsgestaltung und Design. Mit diesem Atelier war er bereits für namhafte Unternehmen wie z. B. Hoffmann-La Roche tätig.
Bereits 1958 erhielt er seinen ersten Auftrag von Hoffmann-La Roche. Ein 56-seitiger Katalog The Role of Vitamin E in Animal Nutrition, für das nicht nur das Design und Grafiken, sondern auch Fotografien angefertigt wurden.
Als freischaffender Künstler war er sowohl in München, Stuttgart als auch in Mannheim tätig; in Mannheim z. B. für C. F. Boehringer & Soehne GmbH.
Schon 1969 begann seine künstlerische Tätigkeit für den Heimat- und Volkstrachtenverein Konstanz e.V. den er bis ins hohe Alter fortführte.
Im Jahre 1977 wurde er Mitglied im Kunstverein Konstanz.
Ab 1983 begann Grieg mit seiner Teilnahme an den jährlichen Kunstausstellungen in Allensbach: 'Das künstlerische Schaffen rund um den Untersee'.
Ausstellungen z. B. in Bergdietikon, Konstanz, Ludwigshafen am Rhein und Pullach wurden durch begleitende Zeitungsartikel einem großen Publikum bekannt gemacht.

## Zitat
„Gerade in der heutigen Zeit ist der Künstler verpflichtet, die vorhandenen gesunden Gefühle in den Menschen für die farbige Schönheit der Natur und die Ästhetik zu erhalten und nicht zu zerstören“